# Naturlig energi
|  | Denne artikel er oprettet af botten PalnaBot ud fra en ekstern database. Den kan derfor have sproglige fejl eller mangler. Denne skabelon kan fjernes efter kontrol af indholdet. |

Naturlig energi er en dokumentarfilm fra 1975 instrueret af Simon Plum efter manuskript af Simon Plum.

## Handling
Dokumentarfilm om vindenergiens og solenergiens muligheder i Danmark. En grundlæggende og, i sin tid, banebrydende film om naturens energistrømme og de naturlige energikilder som alternativ til atomkraft. I filmens findes udtalelser fra skoleleder Mogens Amdi Petersen, professor Niels I. Meyer m.fl. Nogle år efter filmens fremkomst vedtoges en energiplan og lov i Danmark, som ord til andet følger filmens anvisninger på, hvordan vi kan bygge et samfund med mindre energisvineri, satsning på de vedvarende energiresourcer og på den måde helt undgå a-kraften.